# Florent Berthout
Pour les articles homonymes, voir Maison Berthout et Berthout.
Florent Berthout, décédé en 1331. Il est avoué de Malines, seigneur de Malines et du pays de Malines, et seigneur de Berlaar. Il est le troisième fils de Gauthier VI Berthout, dit le Grand et de sa femme, Marie d'Auvergne (+ 19 mai 1280), fille d’Adélaïde de Brabant, et de Guillaume X d'Auvergne; il succède à son neveu Gilles Berthout, mort sans postérité en 1310.

## Biographie
Après la mort de Thiébaut de Bar, évêque de Liège le 13 mai 1312, son successeur Adolphe de La Marck n’est nommé que le 4 avril 1313. Le duc Jean II de Brabant profite de cet intervalle pour récupérer ses droits sur Malines.
Florent Berthout reconnaît aussitôt tenir du duc tous ses droits exercés jusqu’alors, soit comme avoué, soit comme ‘’seigneur’’, dans Malines et autres terres du pays de Malines. Il récupère ainsi le titre de seigneur de Malines, refusé par l’évêque défunt à son prédécesseur Gilles Berthout en 1308.
Le nouveau prélat de Liège manquant d’argent, et craignant de ne pas pouvoir rentrer en possession de ses droits sur Malines, engage la seigneurie pour cinq ans à Guillaume Ier de Hainaut, comte de Hainaut et de Hollande, pour la somme de 15 000 florins. Mais ce dernier se rend vite compte qu’en réalité, le pouvoir à Malines est exercé par Florent Berthout. Il demande alors à ce dernier de lui céder ses droits ; ce qu’accepte Florent en 1315, contre une rente annuelle de 23 000 livres tournois plus une soulte de 23 000 livres.
En 1318 ou 1319, Adolphe de La Marck ayant remboursé son gage au comte de Hainaut, Malines retourne à l’Église de Liège. Guillaume Ier ne voulant pas devenir vassal de l’évêque, rétrocède à Berthout les droits qu’il lui a achetés en 1315.
L’évêque engage à nouveau la seigneurie de Malines en 1328, cette fois-ci à Renaud II de Gueldre, son gendre marié à sa fille unique et héritière, Sophie. Puis le prélat reprend son gage en 1329.
La fille de Florent meurt le 6 mai 1329, et lui-même décède en 1331, laissant pour héritière sa petite-fille, Marguerite de Gueldre, fille aînée de Sophie et du duc de Gueldre.
Florent Berthout est le dernier du nom dans la seigneurie de Malines.

## Filiation
Il épouse  Mathilde de La Marck, (+ 1331), fille d’Engelbert Ier, comte de La Mark et de sa seconde femme Élisabeth de Valkenberg, dont :
- Sophie Berthout, dame de Malines, mariée en 1310 à Renaud II, duc de Gueldre, qui auront Marguerite de Gueldre (+ 1344), dame de Malines.

## Sources
- Emmanuel Neeffs, in Biographie nationale de Belgique, t. 2, 1868, col. 330-32.
- Godfried Croenen, Familie en Macht, De familie Berthout en de Brabantse Adel, Louvain: Leuven Universitaire Pers, 2003.
- Famille Berthout sur Généanet, par Guy Van Marcke de Lummen.
- Seigneurs de Malines (Berthout) sur le site Fondation pour la généalogie médiévale (en anglais).